# Кикстартер
 Тази статия е за „манивелата“.  За уебсайта вижте Kickstarter.  
Кикстартер (на английски: Kick start) (в буквален превод: старт чрез ритване) е метод на за запалване на двигател с вътрешно горене, най-често на мотоциклет.
Ползва манивела, свързана към ос, на която се намира храпов механизъм. Този механизъм позволява свободно движение на оста в едната посока, а се задейства (заключва) в другата. Самото запалване се осъществява чрез завъртане (натискане, „ритване“) на манивелата с крак. В българската литература тази манивела мотоциклетен тип се изписва също като кик стартер.
До средата на 1970-те години всички двигатели са имали манивела за стартиране („запалване“). Повечето съвременни мотори разчитат само на електрически стартери, което не позволява стартирането им при изтощен акумулатор, освен ако производителят не е предвидил възможност за палене чрез бутане или така наречения „пушстарт“ (pushstart). Много от мотопедите имат кикстартер, защото е почти невъзможно да запалиш чрез пушстарт мотопед с автоматична трансмисия.
Много от съвременните кросови мотоциклети и ATV-та използват кикстартер заради доста голямото тегло на електрическия стартер и акумулатора.
През годините наименованието „манивела“ се е наложило в България и се използва широко и до днес.